# KEK

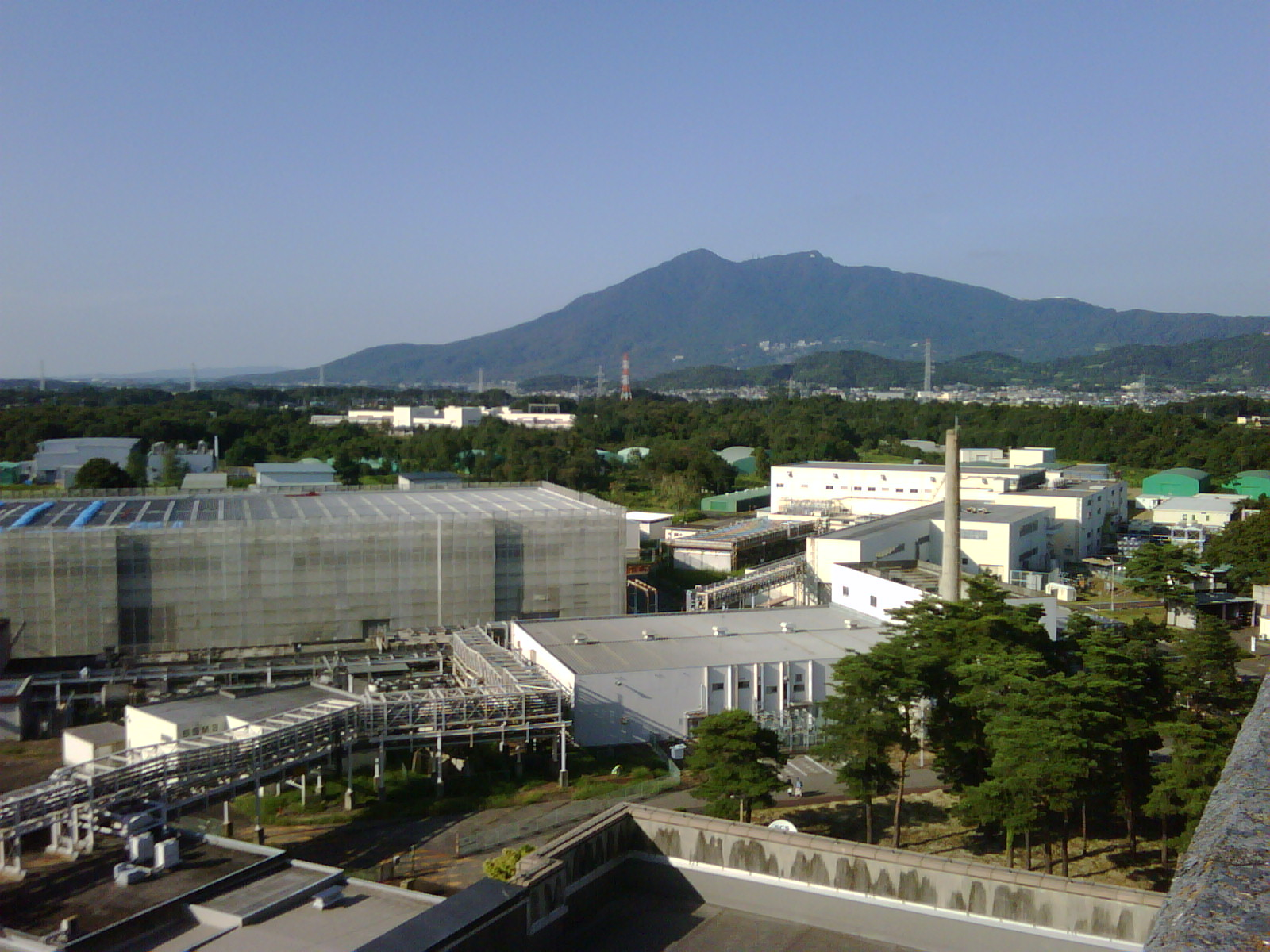
Siedziba ośrodka badawczego KEK u podnóża góry Tsukuba. Po lewej stronie widać wschodnią halę synchrotronu protonowego (KEK-PS), a po prawej halę eksperymentalną Oho pierścienia akumulacyjnego KEKB. W tle hala Tsukuba z Eksperymentem Belle.

KEK The High Energy Accelerator Research Organization (jap. 高エネルギー加速器研究機構 Kō Enerugī Kasokuki Kenkyū Kikō) to narodowy ośrodek badawczy fizyki wysokich energii w Japonii. Znajduje się w Tsukubie w prefekturze Ibaraki, około 55 kilometrów na północny wschód od Tokio. Zostało założone w 1971 roku jako National Laboratory for High Energy Physics (jap. 高エネルギー物理学研究所 Kō-Enerugī butsurigaku Kenkyūsho) i połączone w 1997 roku z założonym w 1955 roku Institute of Nuclear Study (INS) oraz założonym w 1988 roku Meson Science Laboratory, oboma wchodzącymi w skład Uniwersytetu Tokijskiego. Zachowano przy tym japoński akronim KEK.
KEK prowadzi badania w obszarach fizyki cząstek elementarnych i jądrowej, a także nauk o materiałach i naukach przyrodniczych przy pomocy kilku dużych akceleratorów cząstek. Należą do nich m.in. KEKB i jego następca SuperKEKB, a także kompleks akceleratorów J-PARC w Tōkai. Opracowywane są tu również komponenty do akceleratorów, zwłaszcza w dziedzinie magnesów nadprzewodzących, detektorów cząstek i wnęk rezonansowych. W projekcie KEK opracowano między innymi komponenty detektora ATLAS na LHC w CERNie oraz wnęki rezonansowe typu Crab Cavity dla akceleratora KEKB – dzięki którym w 2009 roku w eksperymentie Belle udało się ustanowić aktualny (2013) rekord świata w świetlności.

## Powstanie
Po zakończeniu II wojny światowej badania z zakresu fizyki jądrowej zostały w Japonii zakazane aż do początku lat pięćdziesiątych XX wieku. W 1955 roku na Uniwersytecie Tokijskim utworzono Institute of Nuclear Study (INS), który w latach 1956–1961 zbudował pierwszy większy akcelerator cząstek, synchrotron elektronowy o energii 750 MeV, a od 1966 roku 1,3 GeV. Aby nadgonić międzynarodowe badania w zakresie eksperymentów z wysokoenergetycznymi jonami, w połowie lat sześćdziesiątych czołowi naukowcy forsowali plan budowy synchrotronu protonowego o energii 40 GeV. Na początku lat 70. rząd japoński zatwierdził jedynie zmniejszony budżet na budowę synchrotronu protonowego o mocy 8 GeV, w połączeniu z wymogiem utworzenia krajowego ośrodka badawczego w dziedzinie fizyki wysokich energii. Efektem było założenie w 1971 roku ośrodka KEK.

## Akceleratory i eksperymenty

### Synchrotron protonowy (KEK-PS)

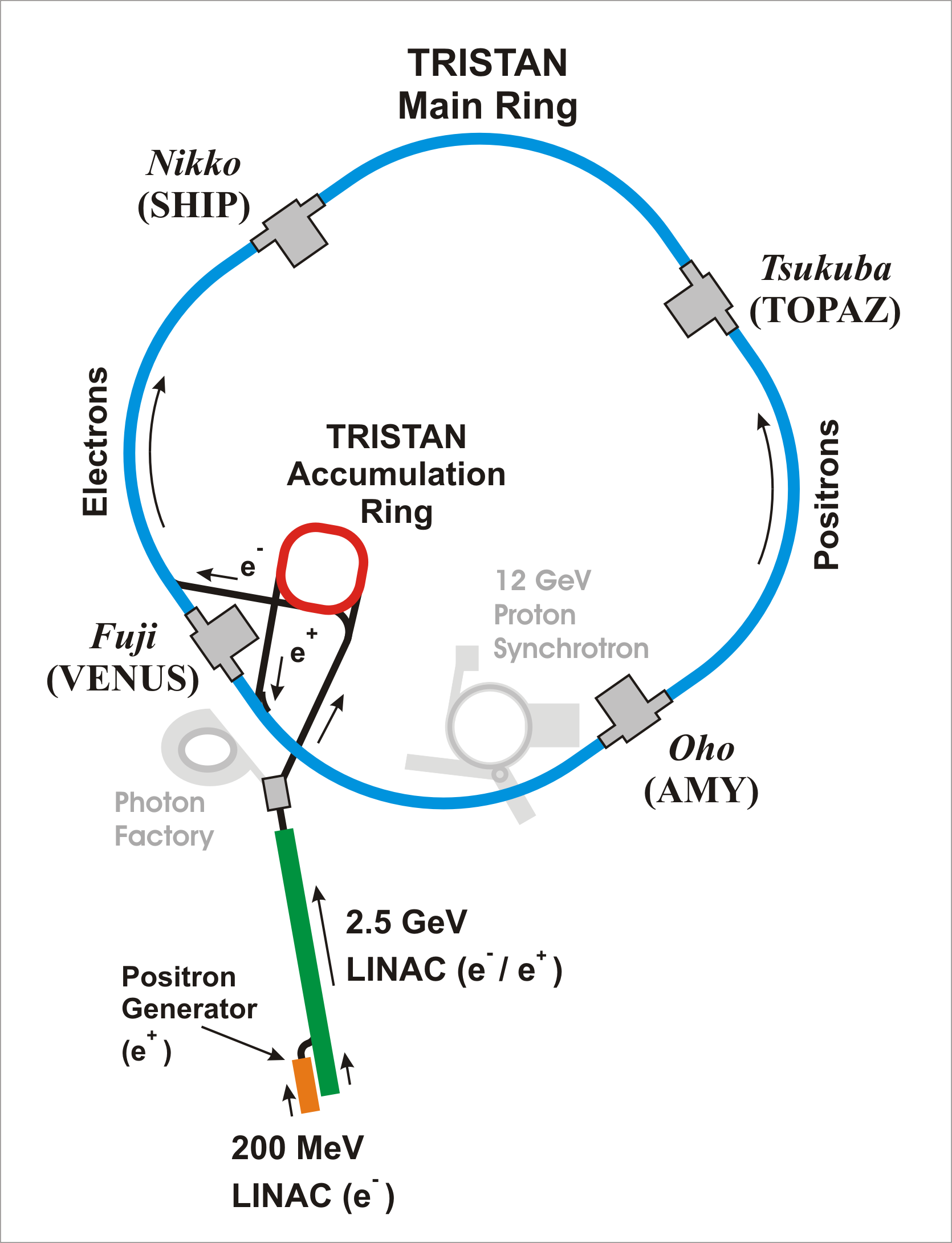
KEK-PS, TRISTAN i Photon Factory w KEK w Tsukubie

W ramach przekształcenia Tsukuby w „Miasto Nauki” rozpoczętego w 1970 r. w północnej części miasta na terenie nowo powstałego KEK w kwietniu 1971 r. rozpoczęto budowę synchrotronu protonowego o energii 8 GeV, którą zakończono końcem 1976 roku. Osiągalna energia protonów została zwiększona do 12 GeV w ciągu roku, a pierwsze eksperymenty w pierwszym dużym japońskim akceleratorze cząstek rozpoczęły się w 1977 roku. KEK-PS położył podwaliny pod kolejne akceleratory w KEK, a działając przez prawie 30 lat do grudnia 2005 roku, wniósł znaczący wkład w rozwój KEK i fizyki wysokich energii w Japonii.
KEK-PS składał się z akceleratora liniowego (LINAC) – zasilanego przez akcelerator Cockcrofta-Waltona – który przyspieszał protony do 40 MeV. Następnie były one przyspieszane do 500 MeV w pierwszym synchrotronie o obwodzie 38 metrów i wprowadzane do głównego pierścienia o obwodzie 339 metrów. Tam paczki protonów doprowadzano do energii końcowej wynoszącej 12 GeV i za pomocą linii wiązek udostępniano eksperymentom w północnej i wschodniej hali KEK-PS. Wiązkę protonów o energii 500 MeV z pierwszego synchrotronu była również wykorzystywana w laboratoriach neutronów i mezonów zlokalizowanych na południe od głównego pierścienia, a wybudowanych pod koniec lat 70.
Do czasu ukończenia projektu TRISTAN w 1985 r. KEK-PS był jedynym akceleratorem cząstek w Japonii dla tego zakresu energii i był używany w wielu eksperymentach z dziedziny fizyki cząstek elementarnych i fizyki jądrowej. Po uruchomieniu akceleratora elektronów i pozytonów TRISTAN, KEK-PS był używany głównie do badania materii dziwnej, takiej jak hiperjądra i procesy rozpadu kaonów. Ponadto działania rozwojowe KEK w zakresie detektorów cząstek zwiększyły zapotrzebowanie na wiązki protonów do celów testowych. Ostatnia faza eksploatacji KEK-PS od końca lat 90. związana była z eksperymentem KEK-to-Kamioka (K2K). W tym celu w 1999 roku uruchomiono linię wiązki, w której za pomocą wiązki protonów neutrina były generowane w kierunku oddalonego o 250 km detektora Super-Kamiokande, w miejscowości Kamioka (obecnie Hida). Celem było badanie oscylacji neutrin; przeznaczano na to około dwóch trzecich dostępnego czasu pracy KEK-PS.

### Photon Factory (PF) i TRISTAN

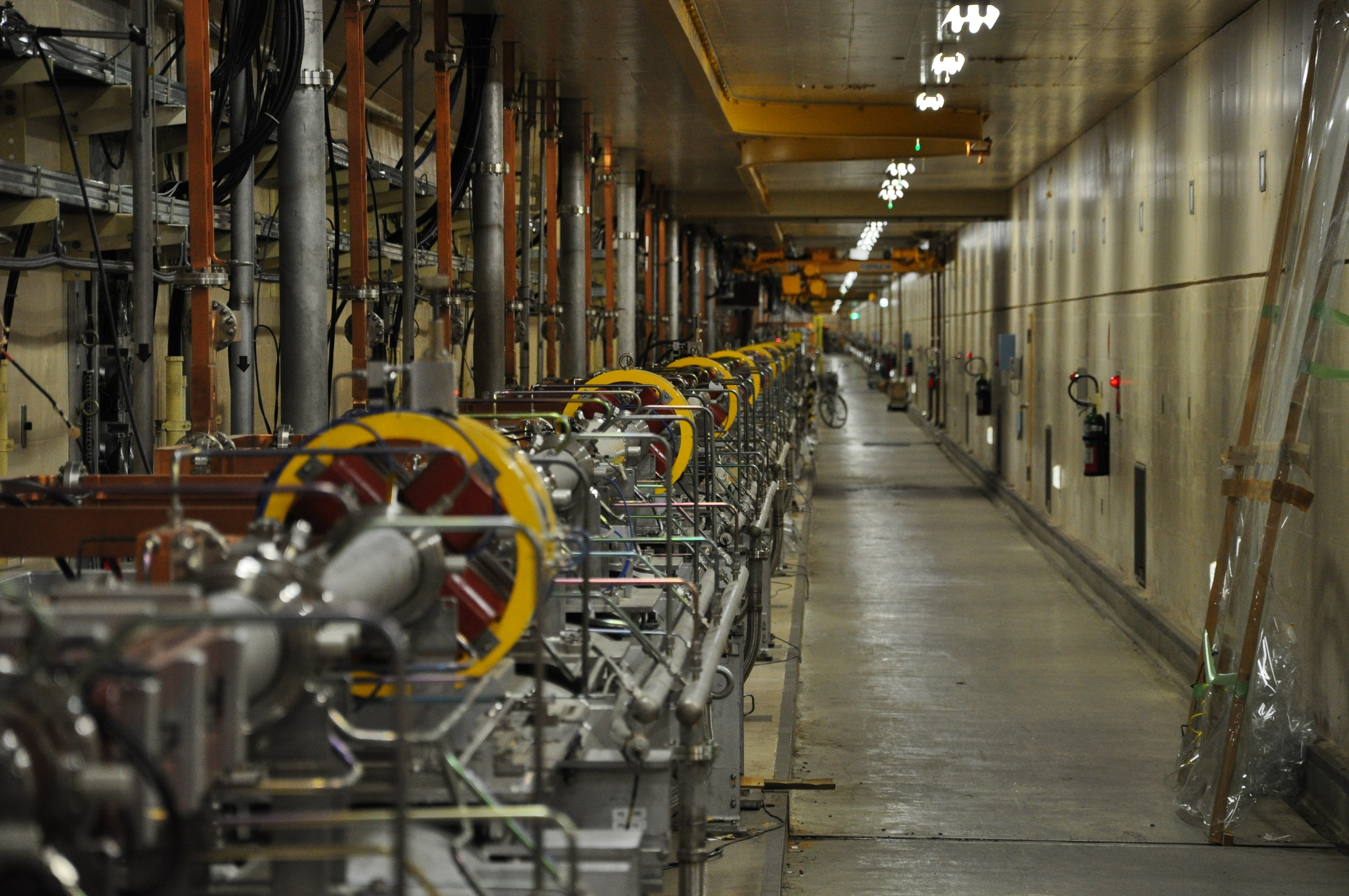
Akcelerator liniowy (LINAC) w KEK w Tsukubie

W połowie lat 70. w KEK zaplanowano budowę dwóch nowych akceleratorów cząstek. Jednym z nich miał być pierścień magazynujący elektrony o energii 2,5 GeV do wytwarzania promieniowania synchrotronowego dla nauk o materiałach i nauk przyrodniczych, a drugim duży zderzacz elektron-pozyton o energii środka masy 60 GeV dla fizyki wysokich energii. Choć były one przeznaczone do różnych obszarów badawczych, oba opierały się na przyspieszaniu elektronów, co umożliwiło wspólne wykorzystanie LINAC-a do wstępnego przyspieszania (pozytony powstają w wyniku bombardowania elektronami specjalnych tarcz i są również przyspieszane w LINAC-u). Prace konstrukcyjne nad kompleksem LINAC rozpoczęły się na początku 1979 roku i od tego czasu był on stale rozbudowywany, służąc jako wstępny akcelerator dla wszystkich innych dużych akceleratorów cząstek w ośrodku KEK w Tsukubie, z wyjątkiem KEK-PS. Obecnie, po przekształceniu, pracuje na potrzeby akceleratora SuperKEKB. W 1982 roku wiązka elektronów z LINAC-a osiągnęła 2,5 GeV. Była ona następnie dostępna dla ukończonego wtedy pierścienia magazynującego Photon Factory, a także pierścienia akumulacyjnego TRISTAN (TRISTAN-AR, ang. Tristan-Accumulation-Ring), ukończonego w 1983 roku. TRISTAN-AR był kolejnym akceleratorem wstępnym dla późniejszego pierścienia głównego i doprowadzał elektrony i pozytony do energii 6, a później do 8 GeV. 
TRISTAN
Akcelerator cząstek TRISTAN składał się z kilku akceleratorów wstępnych oraz pierścienia głównego (MR, ang. Main Ring) o obwodzie trzech kilometrów, służącego do jednoczesnego przyspieszania elektronów i pozytonów oraz ich zderzenia z energią środka masy dochodzącą do 64 GeV. Motywacją do konstrukcji była teoria wysunięta przez Makoto Kobayashiego i Toshihide Maskawę w 1973 roku, mająca na celu wyjaśnienie naruszenia CP w ramach modelu standardowego przez wprowadzenie trzeciej generacji kwarków. Każda generacja składa się z dwóch kwarków: pierwsza generacja - kwarki u i d, druga generacja - kwarki s i c, trzecia generacja - kwarki b i t. W tamtym czasie potwierdzone było istnienie trzech kwarków: u, d i s. Istnienie pozostałych trzech należało jeszcze potwierdzić doświadczalnie. Kwark c wykryto niezależnie w Stanford Linear Accelerator Center i Brookhaven National Laboratory w 1974 r., a kwark b w Fermilabie w 1977 r. Pod koniec lat 70. w KEK opracowano plany budowy akceleratora cząstek do poszukiwania ostatniego kwarku t, a budowę rozpoczęto w 1981 r. Akcelerator działał od 1986 r., ale pod koniec lat 80. stało się jasne, że nie dysponuje on wystarczającą energią środka masy do wyprodukowania kwarku t. W rezultacie zaczęto planować następcę projektu KEKB, a przebudowa rozpoczęła się w 1994 roku; TRISTAN został ostatecznie zamknięty w 1995 roku.

Photon Factory (PF)
Od 1982 roku generowane jest tu promieniowanie synchrotronowe o wysokiej jasności przy użyciu pierścienia o obwodzie 187 metrów do magazynowania elektronów o energii 2,5 GeV. Spektrum promieniowania obejmuje zakres od ultrafioletu do wysokoenergetycznego promieniowania rentgenowskiego. Elektrony są już dostarczane z końcową energią przez kompleks LINAC i przechowywane w pierścieniu PF w nawet kilkuset pakietach przez 30 godzin (czas życia wiązki).
Wraz z przekształceniem akceleratora TRISTAN w KEKB, dotychczasowy pierścień akceleratora wstępnego TRISTAN-AR nie był już potrzebny i w 1998 r. został przekształcony w celu ukierunkowanego generowania promieniowania synchrotronowego w zakresie wysokoenergetycznego promieniowania rentgenowskiego i przemianowany na Photon Factory Advanced Ring (PF-AR). Elektrony o energii 3 GeV są wprowadzane do PF-AR z LINAC-a i dalej przyspieszane do 6,5 GeV w krążącym pakiecie, z czasem życia wiązki wynoszącym około 20 godzin.
Oba pierścienie magazynujące obsługują ponad 50 stacji doświadczalnych, z których dwie trzecie wykorzystują twarde promieniowanie rentgenowskie, a jedna trzecia wykorzystuje promieniowanie UV i miękkie promieniowanie rentgenowskie. Zakres eksperymentów obejmuje analizę strukturalną z wykorzystaniem dyfrakcji promieni rentgenowskich, różnorodne metody spektroskopowe i zastosowania medyczne.

### KEKB i SuperKEKB

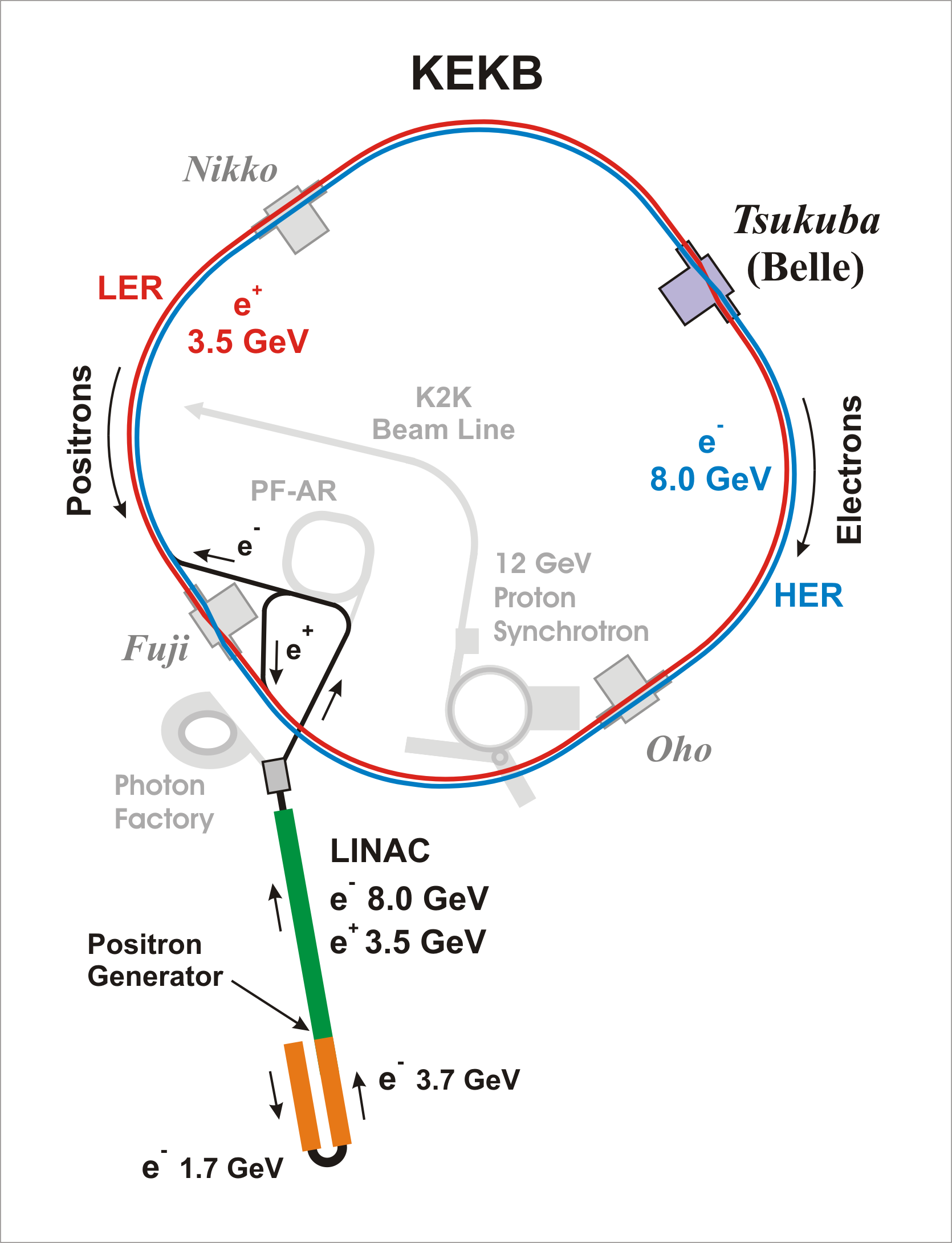
Akcelerator cząstek KEKB w KEK w Tsukubie

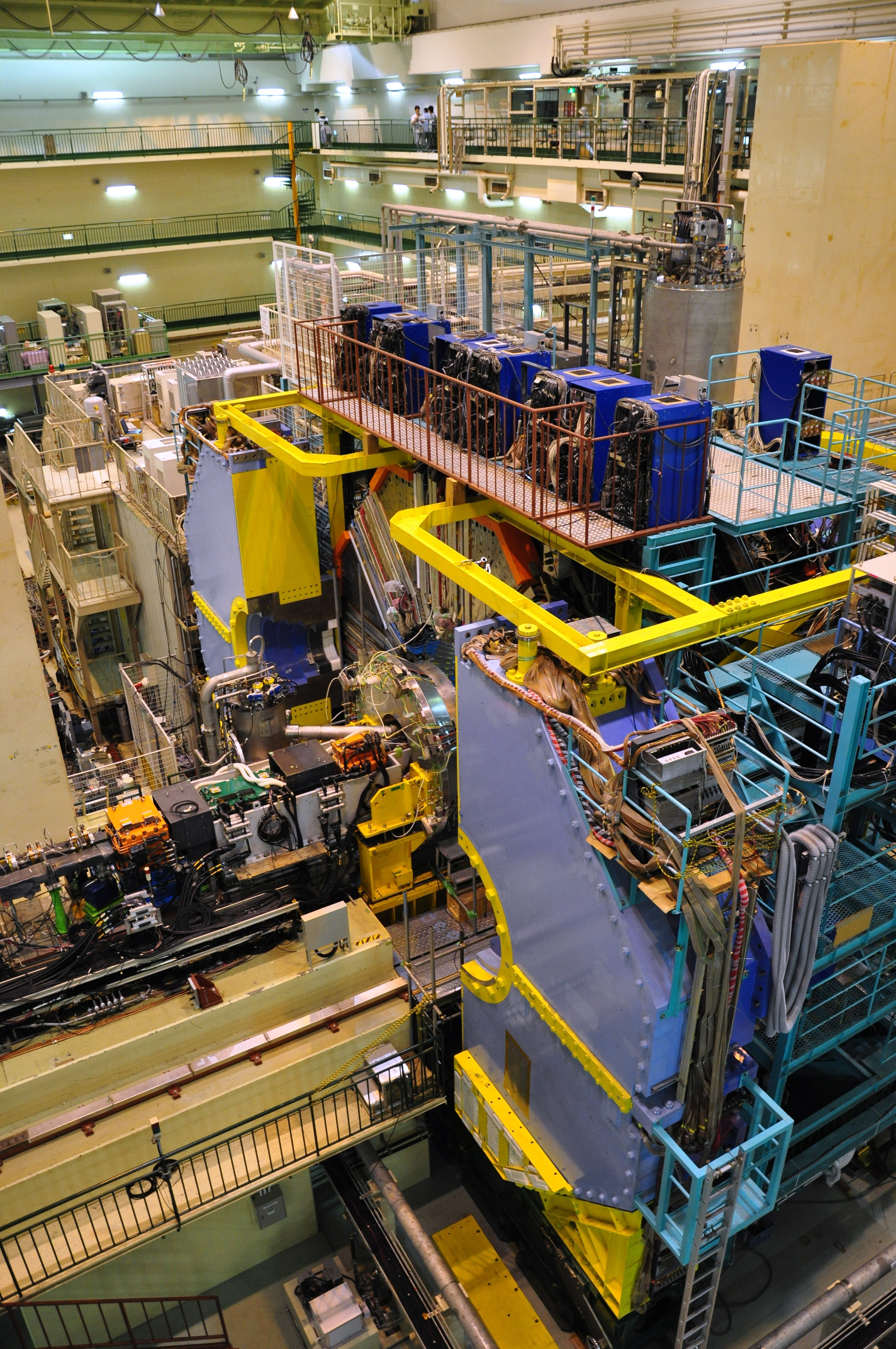
Detektor Belle w KEKB

KEKB, zaprojektowany jako fabryka B (akcelerator wyspecjalizowany w produkcji mezonów B) o asymetrycznych energiach zderzających się wiązek, budowany był od 1994 roku na bazie akceleratora cząstek TRISTAN, maksymalnie wykorzystując istniejącą infrastrukturę i technologię. Został oddany do użytku w 1998 roku i składał się z dwóch oddzielnych pierścieni magazynujących elektrony (8 GeV) i pozytony (3,5 GeV), które zostały zbudowane w istniejącym tunelu TRISTAN o długości 3 km. Ponadto dawny akcelerator liniowy musiał zostać zmodernizowany i przedłużony o 200 metrów, aby dostarczać do pierścieni magazynujących cząstki o końcowej energii (elektrony i pozytony nie były już bardziej przyspieszane w KEKB).
Celem akceleratora była produkcja mezonów B, których rozpad - zgodnie z przewidywaniami teoretycznymi opartymi na macierzy CKM - powinien skutkować silnym naruszeniem CP, a tym samym być łatwo obserwowalny. Dzięki eksperymentowi BaBar na akceleratorze PEP-II (SLAC) w USA i eksperymentowi Belle na akceleratorze KEKB po raz pierwszy zaobserwowano naruszenie CP w układzie mezonów B, co doprowadziło do przyznania Nagrody Nobla w dziedzinie fizyki w 2008 roku japońskim fizykom Makoto Kobayashiemu i Toshihide Maskawie. Po ponad dziesięciu latach pomyślnej działalności KEKB zakończył zamknięty w czerwcu 2010 roku.
Aby precyzyjnie określić naruszenie CP, konieczna jest analiza dużej liczby zderzeń cząstek. Miarą częstości zderzeń w punkcie przecięcia wiązek osiąganej za pomocą akceleratora jest świetlność. Dzięki zainstalowaniu wnęk rezonansowych typu Crab Cavities opracowanych w KEK, w eksperymencie Belle w 2009 r. ustanowiono światowy rekord świetlności wynoszący 2,1·10 34 cm -2 s −1, dwukrotność pierwotnie planowanej wartości.
W celu dalszego zwiększenia świetlności, końcem 2011 roku rozpoczęła się przebudowa akceleratora KEKB w akcelerator SuperKEKB w ramach kolejnego eksperymentu Belle-II. Wstępne testy akceleratora odbyły się wiosną 2016 r., a detektor został przeniesiony do docelowej pozycji w miejscu zderzenia wiązek w kwietniu 2017 r. Belle-II rozpoczął zbieranie danych na początku 2018 roku. Celem było zwiększenie jasności 40-krotnie do 8·10 35 cm -2 s -1 do 2021 r. W czerwcu 2022 osiągnięto świetlność 4.7×1034 cm−2s−1. Świetlność zwiększana jest poprzez lepsze skupienie wiązek w punkcie zderzenia oraz zwiększenie liczby cząstek krążących w pierścieniach akumulacyjnych. Ponadto zmniejszono asymetrię energii wiązek; zderzenia odbywają się przy energii 7 GeV dla elektronów i 4 GeV dla pozytonów.

### J-PARC

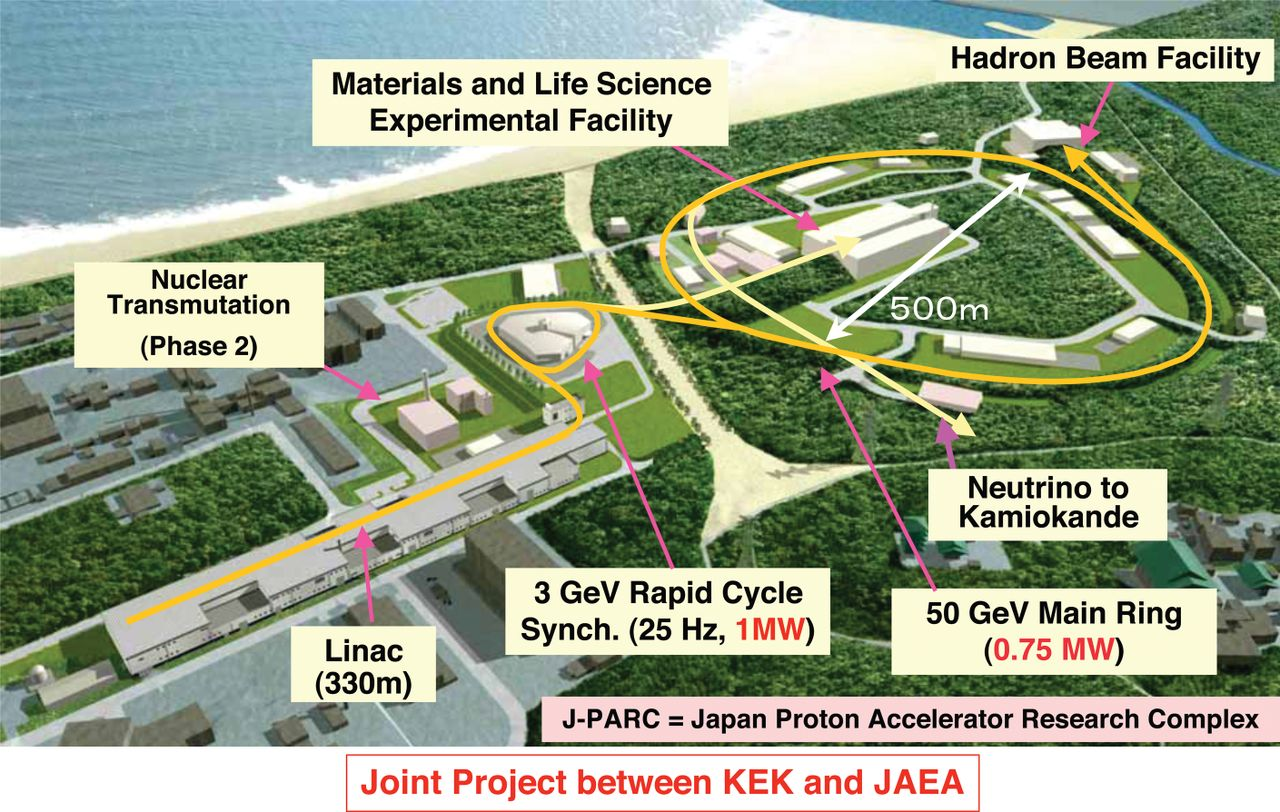
Akceleratory cząstek oraz hale doświadczalne w japońskim kompleksie badawczym J-PARC, około 120 km na północ od Tokio, na wybrzeżu Pacyfiku

J-PARC to kompleks badawczy w miejscowości Tōkai w prefekturze Ibaraki, obsługiwany przez KEK wspólnie z Japońską Agencją Energii Atomowej JAEA. Zbudowany w latach 2001-2008, jest następcą akceleratora KEK-PS, który działał w Tsukubie do 2005 roku. J-PARC posiada trzy akceleratory cząstek, które sukcesywnie przyspieszają protony do 30 GeV:
- liniowy akcelerator LINAC o długości ok. 300 m i energii 400 MeV
- synchrotron RCS (ang. Rapid Cycling Synchrotron) o obwodzie ok. 350 m i energii 3 GeV
- synchrotron MR (ang. Main Ring, Pierścień Główny) o obwodzie 1600 m i energii 30 GeV.

Protony z LINACa wprowadzane są do synchrotronu RCS, ale planowany jest także oddzielny eksperyment z ich użyciem umożliwiający badania nad transmutacją odpadów promieniotwórczych. Około 96 procent protonów z RCS kierowanych jest linią wiązki do hali eksperymentalnej Materials and Life Sciences Experimental Facility (MLF), gdzie za pomocą tarcz spalacyjnych generowane są wiązki mionów i neutronów. Hala zlokalizowana jest w obrębie Pierścienia Głównego MR, do którego co około 3 sekundy wprowadzane jest pozostałe 4 procent protonów 3 GeV-owych. Główny pierścień obsługuje linie wiązek dla hali eksperymentów hadronów i eksperymentu Tōkai-to-Kamioka (T2K). Eksperyment T2K jest następcą eksperymentu K2K, który funkcjonował do końca 2005 roku korzystając z wiązki neutrin produkowanej przez KEK-PS. W ramach T2K wiązka neutrin (wytworzona za pomocą wiązki protonów z akceleratora MR) wysyłana jest do oddalonego o 295 km detektora Super-Kamiokande, gdzie w lutym 2010 roku zarejestrowano pierwsze neutrino. 
J-PARC generuje wiązki wtórne o dużej mocy i, wraz ze Spallation Neutron Source (SNS) w Oak Ridge National Laboratory w USA i ISIS w Rutherford Appleton Laboratory w Wielkiej Brytanii, jest jednym z najpotężniejszych na świecie urządzeń do generowania wiązek mionów i neutronów.

## Organizacja
| Nazwisko          | Okres        |
| ----------------- | ------------ |
| Shigeki Suwa      | 1971–1977    |
| Tetsuji Nishikawa | 1977–1989    |
| Hirotaki Sugawary | 1989–2003    |
| Yoji Totsuka      | 2003–2006    |
| Atsuto Suzukiego  | 2006–2015    |
| Masanori Yamauchi | 2015–2024    |
| Shoji Asai        | od 2024 roku |

KEK podlega nadzorowi japońskiego Ministerstwa Edukacji, Kultury, Sportu, Nauki i Technologii (MEXT), które zapewnia również jego finansowanie. KEK jest zarządzany przez jedenastoosobowy zarząd, któremu przewodniczy dyrektor generalny. Zatrudnia około 700 osób. W latach 2008–2011 odnotował średnio 80 000 osobodni korzystania z około 1000 eksperymentów, z czego jedna czwarta była wykorzystana przez naukowców zagranicznych. W tym okresie wydatki KEK wynosiły średnio 45 miliardów jenów (około 340 milionów euro) rocznie.
Oprócz administracji i kilku mniejszych działów – odpowiedzialnych m.in. za public relations, bezpieczeństwo czy współpracę międzynarodową – ośrodek badawczy podzielony jest na dwa duże instytuty badawcze oraz trzy departamenty odpowiedzialne za funkcjonowanie i rozwój obecnych i przyszłych akceleratorów i eksperymentów:
Institute of Particle and Nuclear Studies (IPNS)
IPNS prowadzi badania teoretyczne i eksperymentalne w dziedzinie fizyki cząstek elementarnych i jądrowej. Badania eksperymentalne prowadzone są przede wszystkim przy użyciu dużych akceleratorów cząstek w Tsukubie (KEKB i SuperKEKB) i Tōkai (J-PARC), ale także jako partner w międzynarodowych kolaboracjach, takiej jak przy akceleratorze LHC w CERNie. KEK jest również zaangażowany w eksperyment POLARBEAR na pustyni Atakama, mający na celu pomiar polaryzacji kosmicznego promieniowania mikrofalowego tła, a także w rozwój i planowanie Międzynarodowego Zderzacza Liniowego (ILC), który może zostać zbudowany w Japonii.

Institute of Materials Structure Science (IMSS)
IMSS koncentruje się na badaniach struktury i funkcjonowania materiałów, wykorzystując wysokoenergetyczne fotony generowane przez akceleratory cząstek (promieniowanie synchrotronowe z Photon Factory) oraz wiązki mionów i neutronów ( Muon Science Laboratory (MSL) i Neutron Science Laboratorium (KENS) w J-PARC, w KEK-PS do 2005 roku). Szerokie spektrum badań interdyscyplinarnych obejmuje obszar nauk o materiałach i nauk przyrodniczych.

Accelerator Laboratory
Accelerator Laboratory obsługuje wszystkie akceleratory cząstek w KEK i stanowi podstawę centrum badawczego. Oprócz obsługi i konserwacji istniejących oraz budowy planowanych systemów, zajmuje się rozwojem istniejących i nowych komponentów akceleratorów.

Applied Research Laboratory
Laboratorium to odpowiada za ochronę przed promieniowaniem i ochronę środowiska, technologię komputerową i sieciową, dostarczanie ciekłego helu oraz obsługę akceleratorów i eksperymentów w swoich warsztatach mechanicznych. Prowadzi także własne badania w wyżej wymienionych obszarach oraz w zakresie kriogeniki i nadprzewodnictwa.

Department of Advanced Accelerator Technologies
Katedra zajmuje się opracowywaniem i testowaniem przyszłych akceleratorów cząstek i detektorów oraz ich komponentów, na przykład dla Międzynarodowego Zderzacza Liniowego czy ulepszonej metody generowania promieniowania synchrotronowego z wykorzystaniem liniaka z odzyskiem energii w zakresie GeV.

KEK utrzymuje kilka obiektów testowych dla swoich działań rozwojowych w dziedzinie technologii akceleratorów i w ciągu ostatnich kilku dekad dokonał przełomowych, pionierskich osiągnięć, szczególnie w dziedzinie magnesów nadprzewodzących i wnęk rezonansowych. Na przykład w latach 80. po raz pierwszy na świecie zastosowano nadprzewodzące wnęki rezonansowe jako elementy akceleratora w głównym pierścieniu TRISTAN, a wnęki rezonansowe typu Crab Cavities używane w KEKB stanowiły pierwsze udane wdrożenie koncepcji crab crossings, opracowanej 30 lat wcześniej przez Roberta Briana Palmera, w której lepszą penetrację w punkcie zderzenia, a tym samym wyższy współczynnik zderzeń, uzyskuje się poprzez nieznaczny obrót zderzających się wiązek cząstek.

## Literatura
- Yoshitaka Kimura, Nobukazu Toge: Pursuit of Accelerator Projects at KEK in Japan. (PDF; 2.9 MB) W: Alexander W. Chao, Weiren Chou: Reviews of Accelerator Science and Technology – Vol. 5: Applications Of Superconducting Technology To Accelerators. World Scientific 2012, ISBN 978-981-4449-94-6, s. 333–360, doi  .